# Vincent Young (Schauspieler)
Vincent D. Young (* 4. Juni 1965 in Philadelphia) ist ein US-amerikanischer Schauspieler. Bekannt wurde er mit seiner Rolle als Noah Hunter in der Serie Beverly Hills 90210. In dieser Serie spielte er von 1997 bis 2000.

## Filmografie

### Film
- 1995: Eine moderne Affäre
- 2004: Knuckle Sandwich
- 2009: A Hollywood Tale
- 2010: Eagles in the chicken Coop
- 2018: What Death Leaves behind
- 2018: Escape Plan 2: Hades
- 2019: The 5th Boro
- 2020: 3 days Rising

### Fernsehen
- 1996: Pacific Blue – Die Strandpolizei (1 Folge)
- 1997–2000: Beverly Hills 90210
- 2004: JAG – Im Auftrag der Ehre (1 Folge)
- 2006: CSI: NY (1 Folge)
- 2006: Navy CIS (1 Folge)